# Polygenis odiosus
Polygenis odiosus är en loppart som beskrevs av Smit 1958. Polygenis odiosus ingår i släktet Polygenis och familjen Rhopalopsyllidae. Inga underarter finns listade i Catalogue of Life.